# Finse Socialistische Arbeidersrepubliek
De Finse Socialistische Arbeidersrepubliek, beter bekend als Rood Finland was een theoretische voorloper van een toekomstige Finse socialistische staat. De contouren werden getekend tijdens de Finse Burgeroorlog op 29 januari 1918 door de Finse Volksdelegatie, de Roden en de Rode Garde van de Sociaaldemocratische Partij van Finland na de socialistische revolutie in Finland op 26 januari 1918. De niet-erkende staat bestond tot 5 mei 1918, toen de Rode Garde en de Finse Socialistische Arbeidersrepubliek verslagen werden in de Finse Burgeroorlog.
De naam 'Finse Socialistische Arbeidersrepubliek' verscheen enkel in het Verdrag tussen de Finse Volksdelegatie en de Raad van Volkscommissarissen, getekend op 1 maart 1918. De Finse Volksdelegatie gebruikte daarvoor de naam 'Republiek Finland' (Suomen tasavalta), maar Vladimir Lenin, de voorzitter van de Raad van Volkscommissarissen, stelde tijdens de onderhandelingen voor de naam uit te breiden naar 'Finse Socialistische Arbeidersrepubliek'. Later veroordeelde de Finse Volksdelegatie haar eigen afgevaardigden dat ze bezweken waren voor Lenin, omdat de Finnen zelf de naam hadden moeten bepalen.